# Dynsnäcka
Dynsnäcka (Theba pisana) är en snäckart som först beskrevs av Otto Friedrich Müller 1774. Dynsnäckan ingår i släktet Theba och familjen storsnäckor. Inga underarter finns listade i Catalogue of Life.

## Bildgalleri

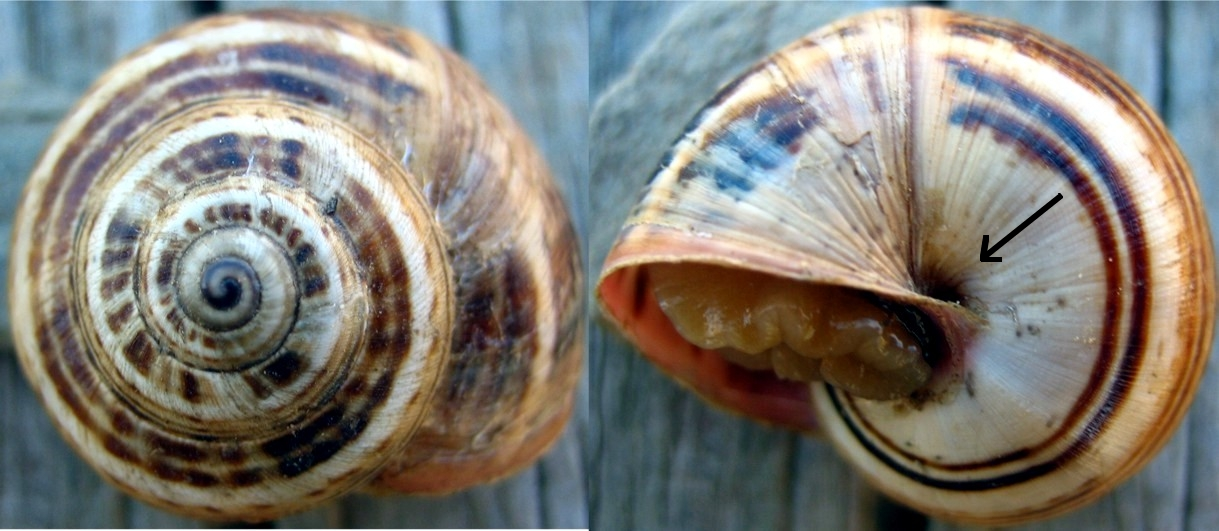
Dynsnäcka, Spanien
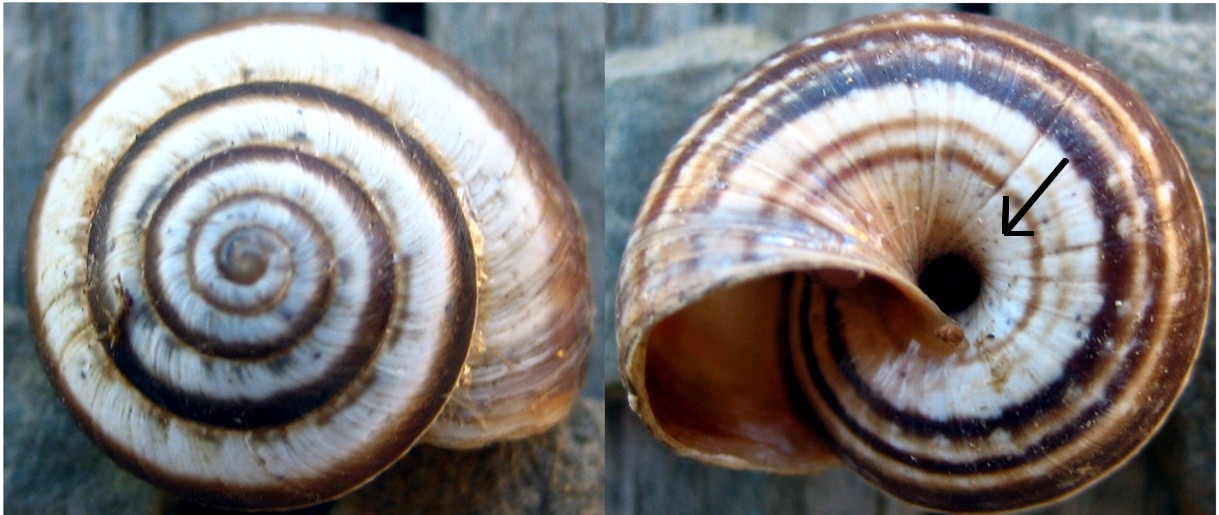
Medelhavshedsnäcka som kan förväxlas med Dynsnäckan

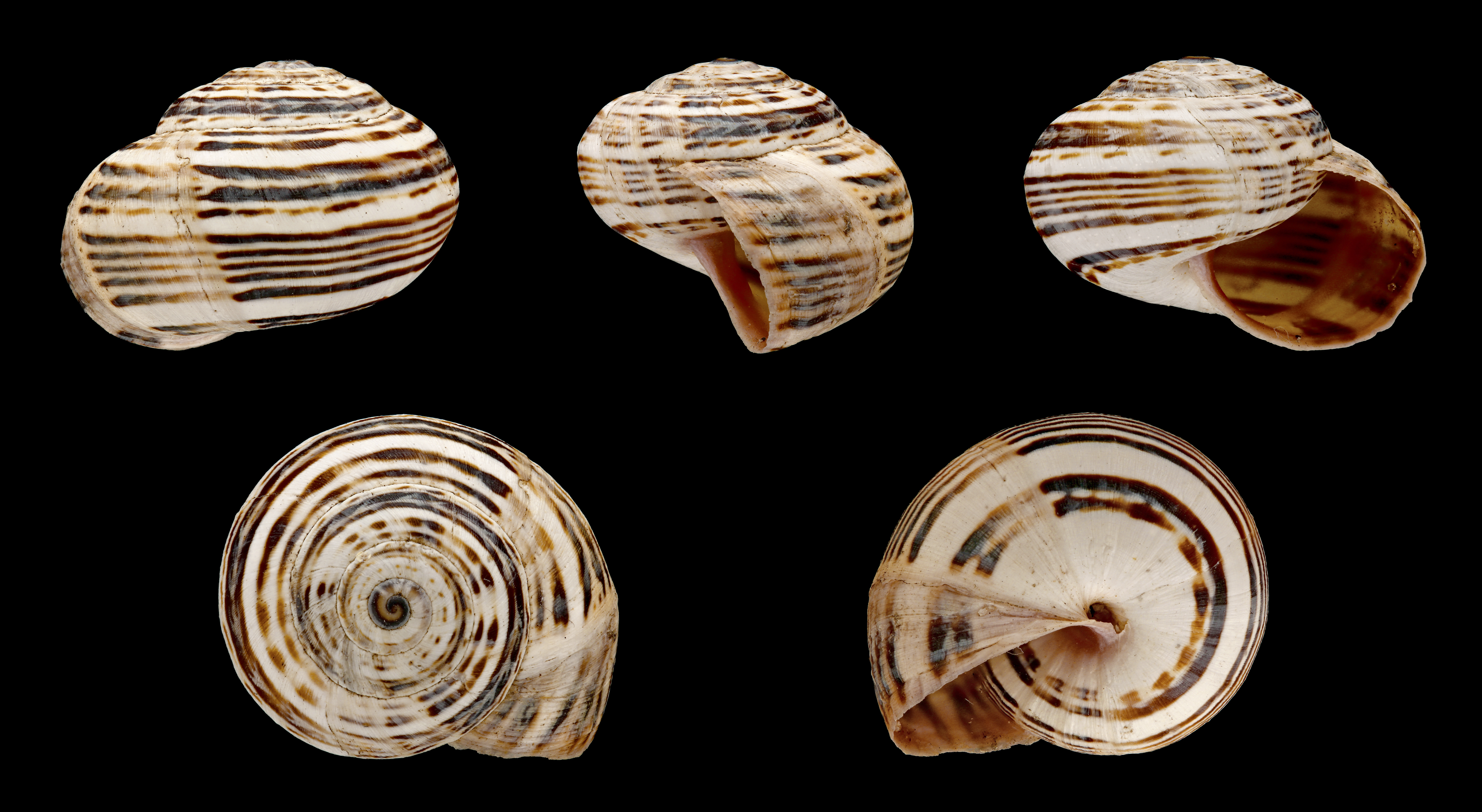
Theba pisana pisana
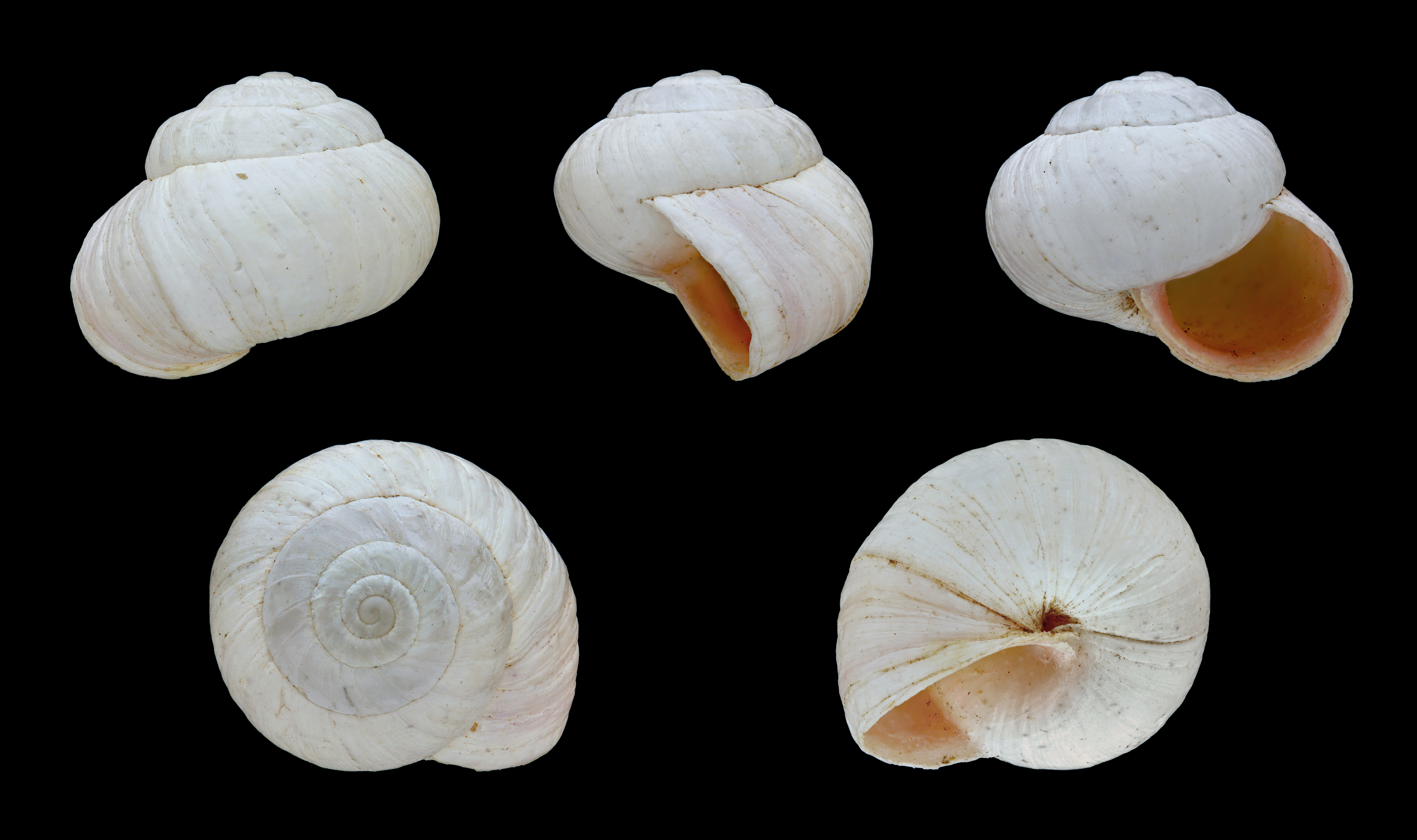
Theba pisana pisana
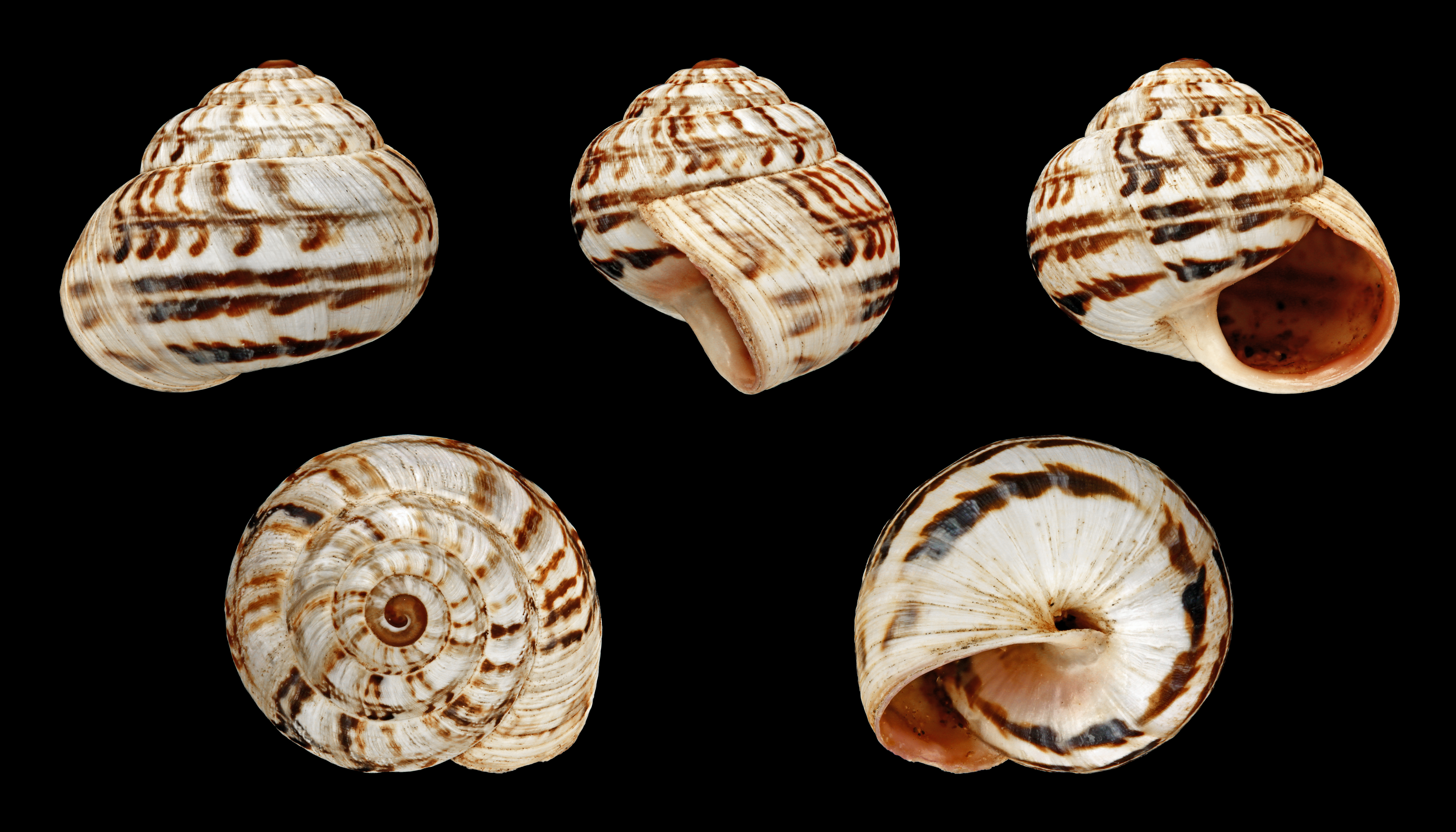
Theba pisana ampullacea
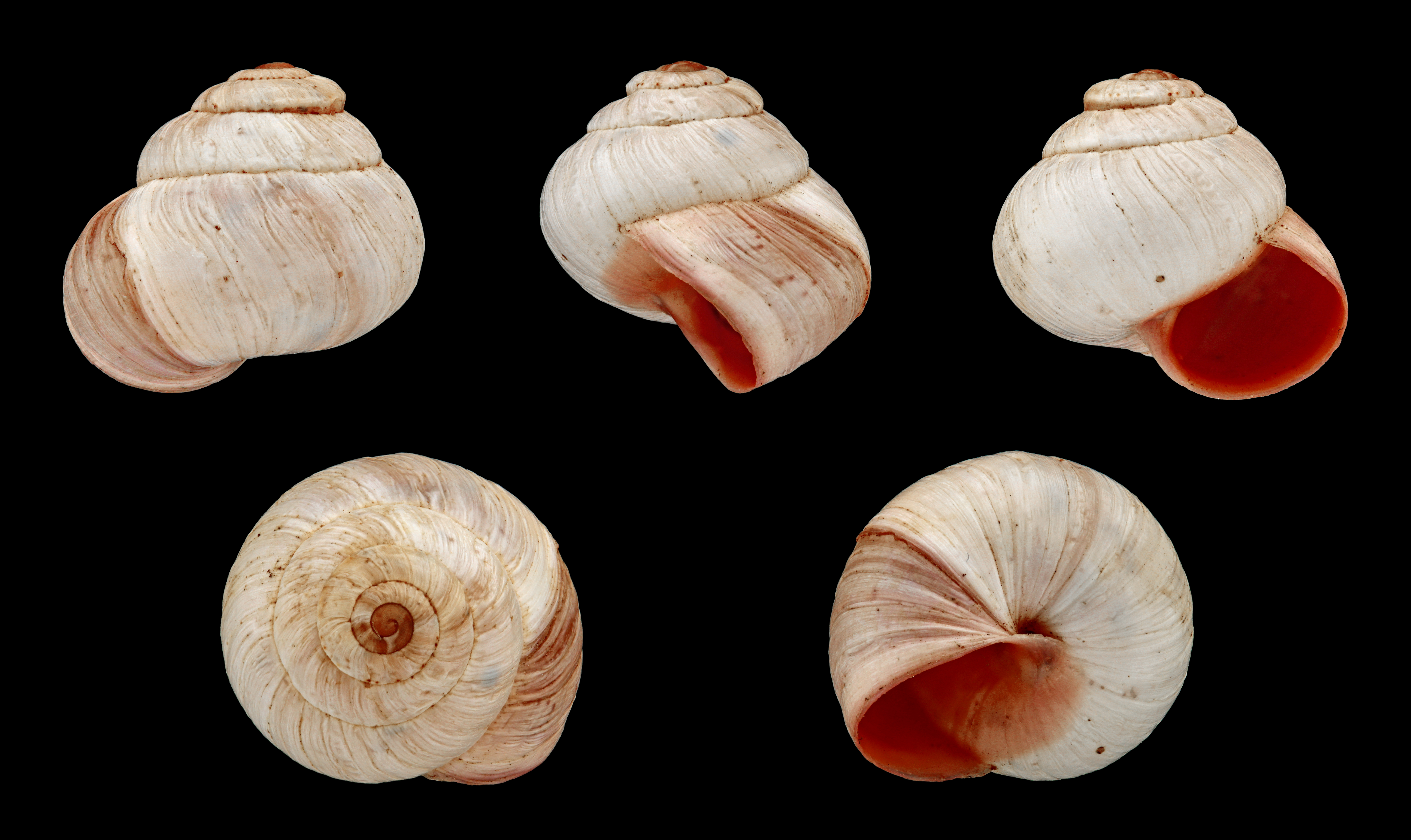
Theba pisana ampullacea
Theba pisana carpiensis
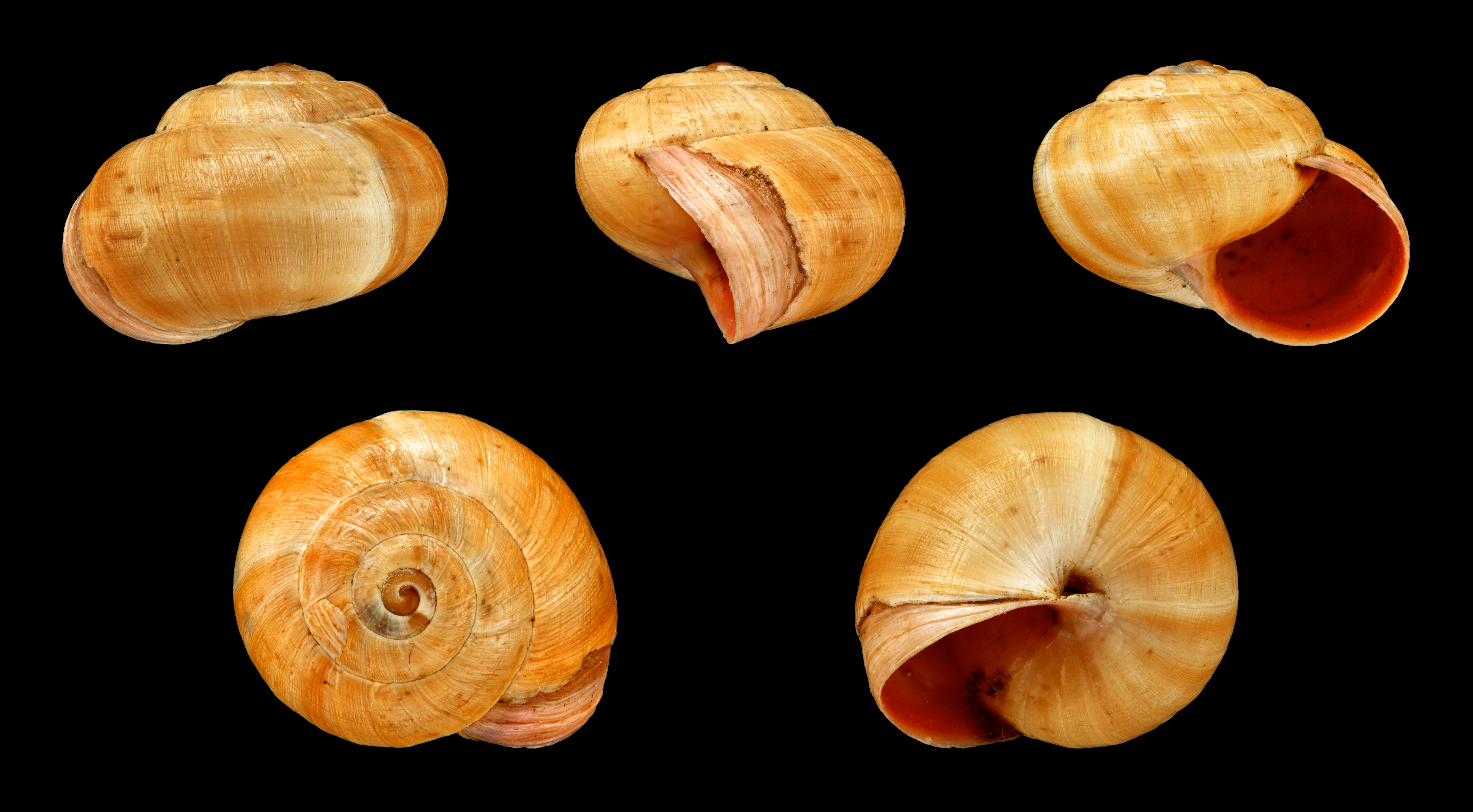
Theba pisana concolor
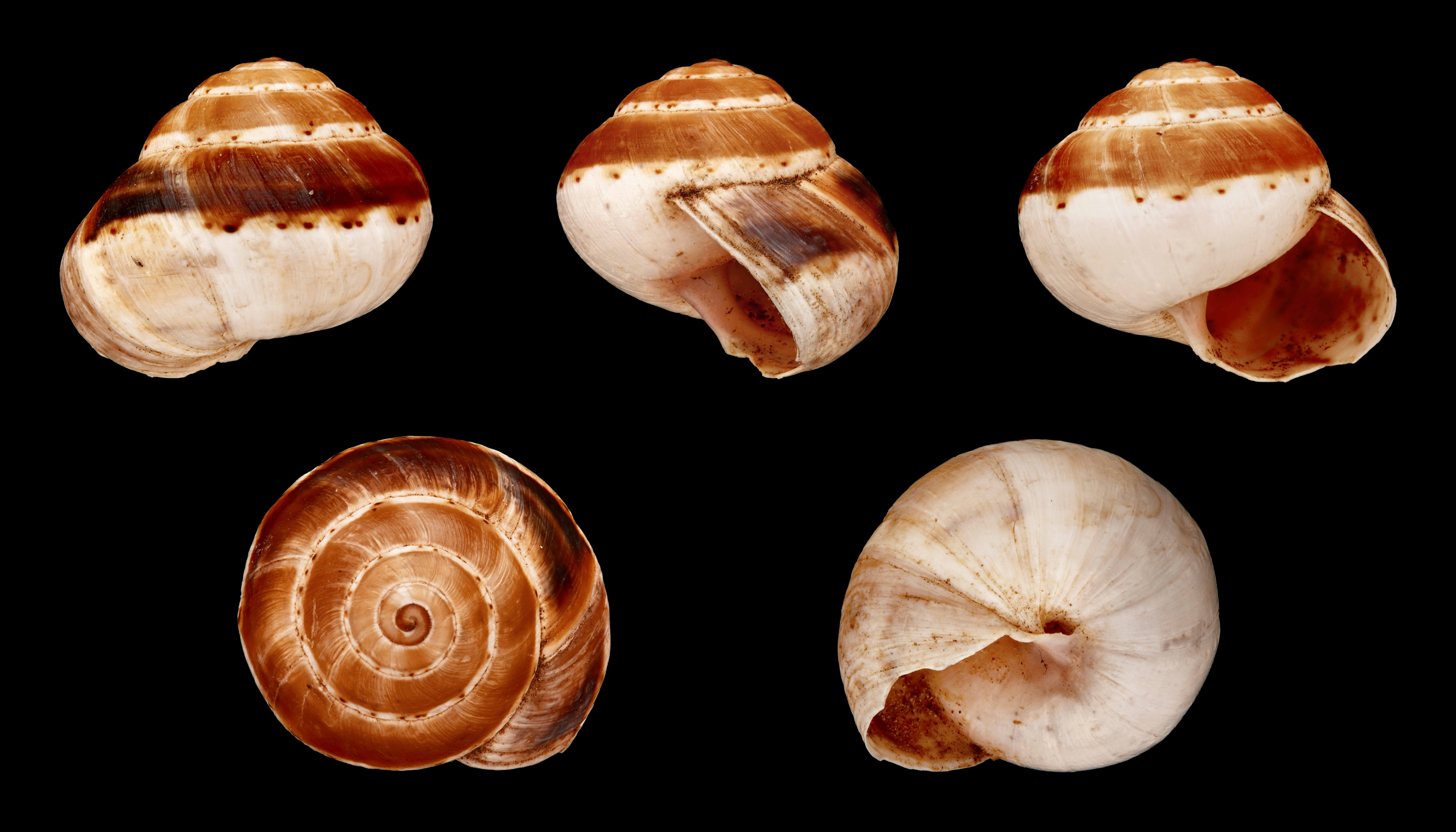
Theba pisana dermoi
Theba pisana fauxrosea
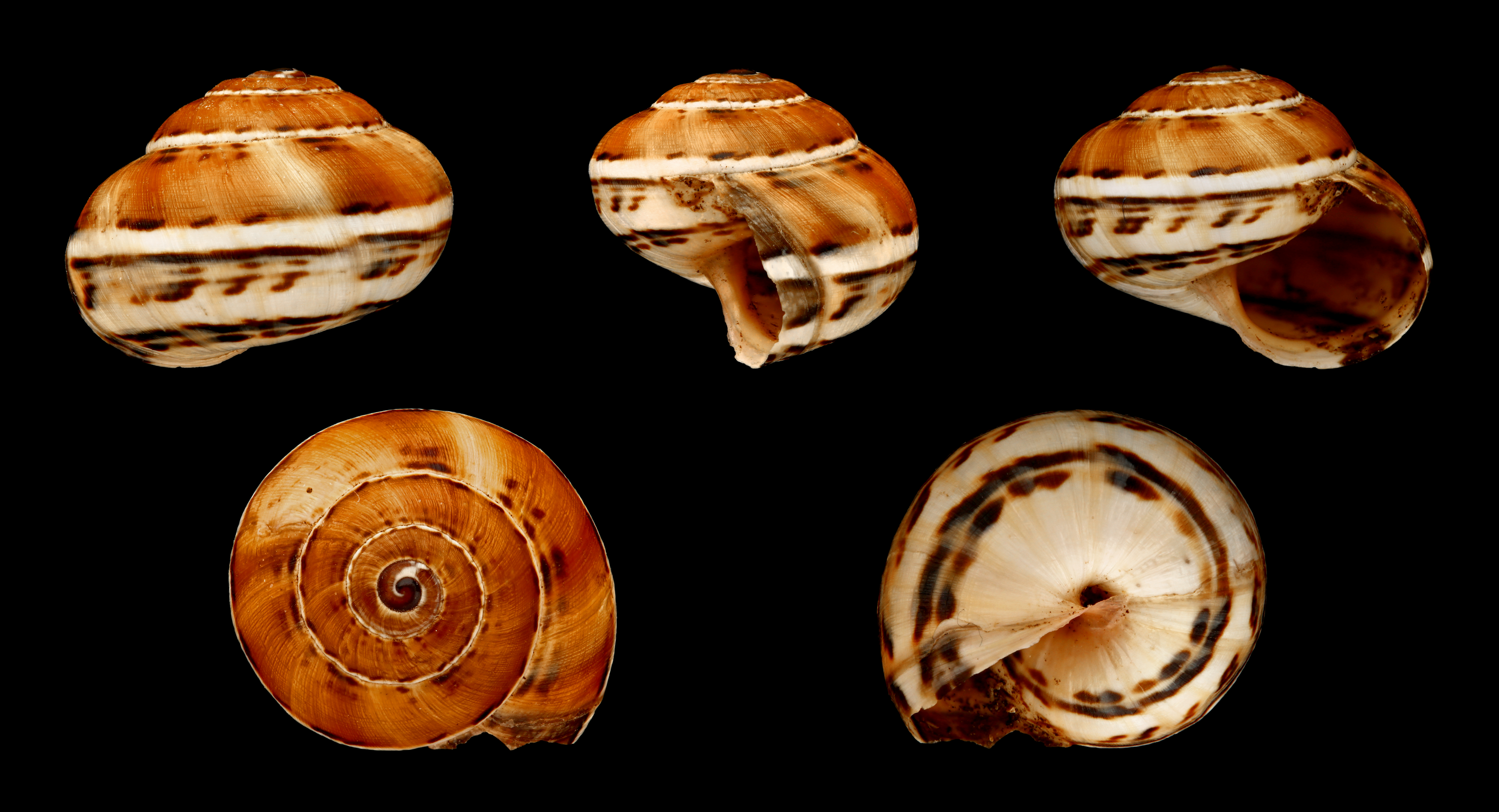
Theba pisana ferruginea
Theba pisana lineolata
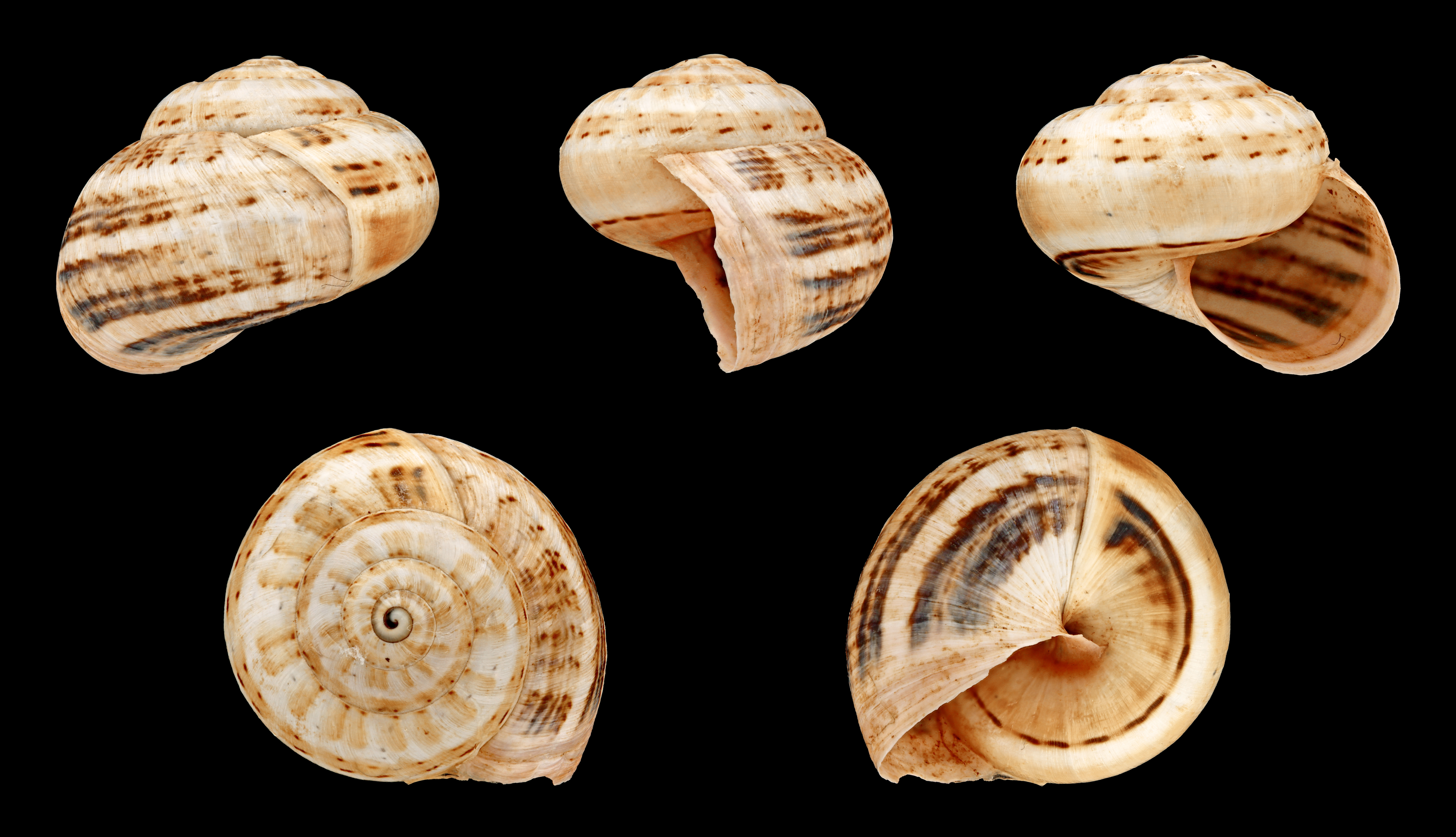
Theba pisana major
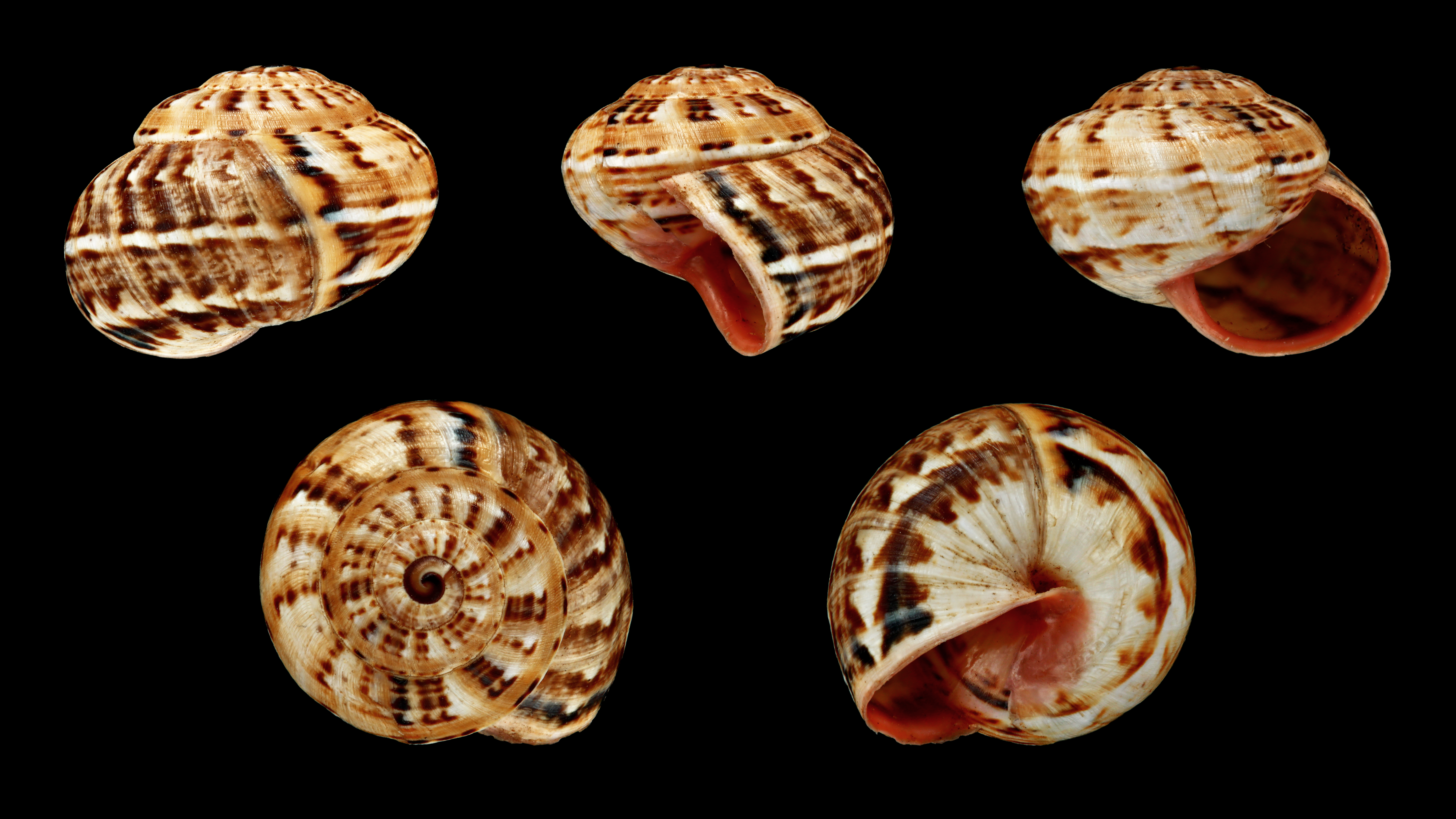
Theba pisana minor
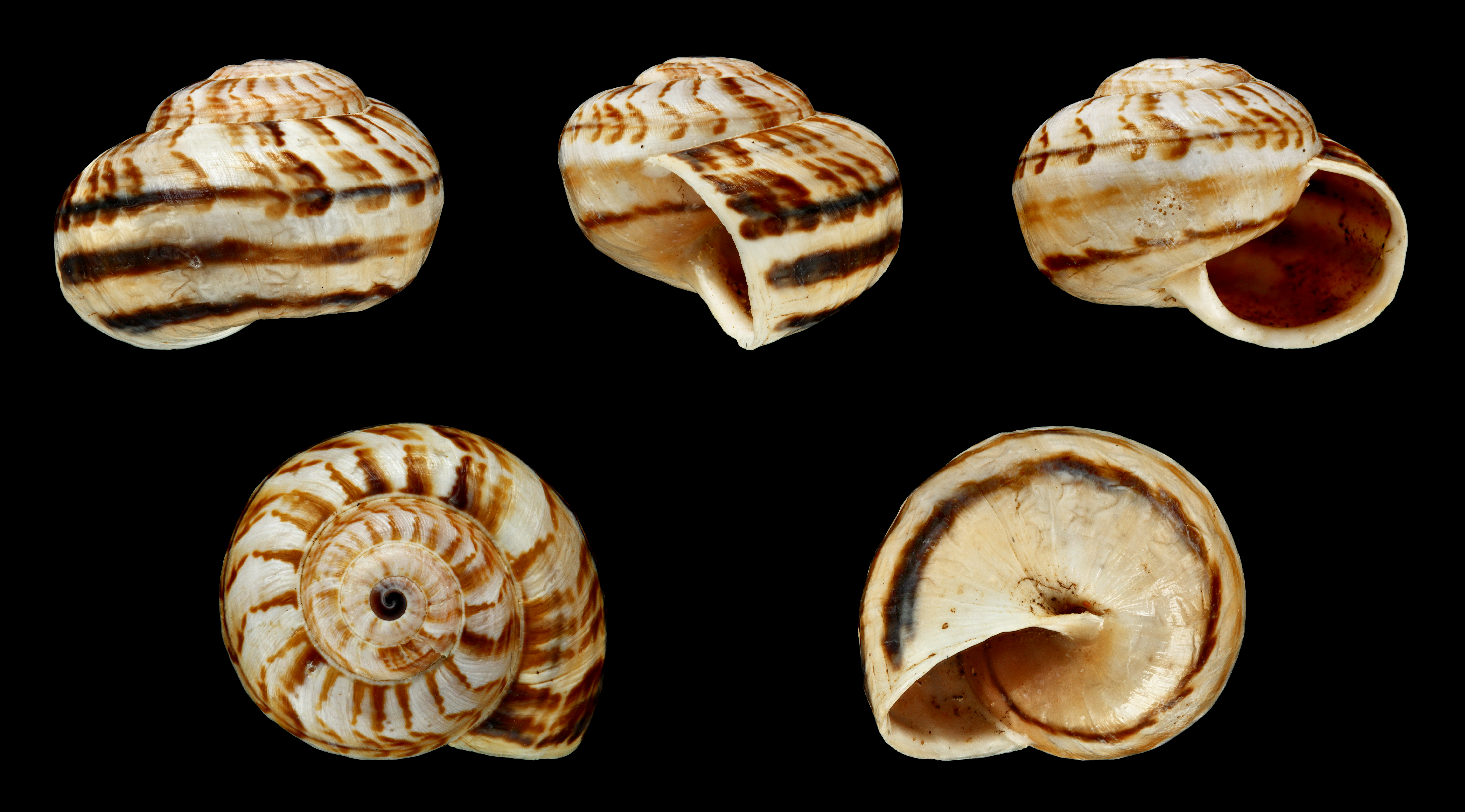
Theba pisana musica
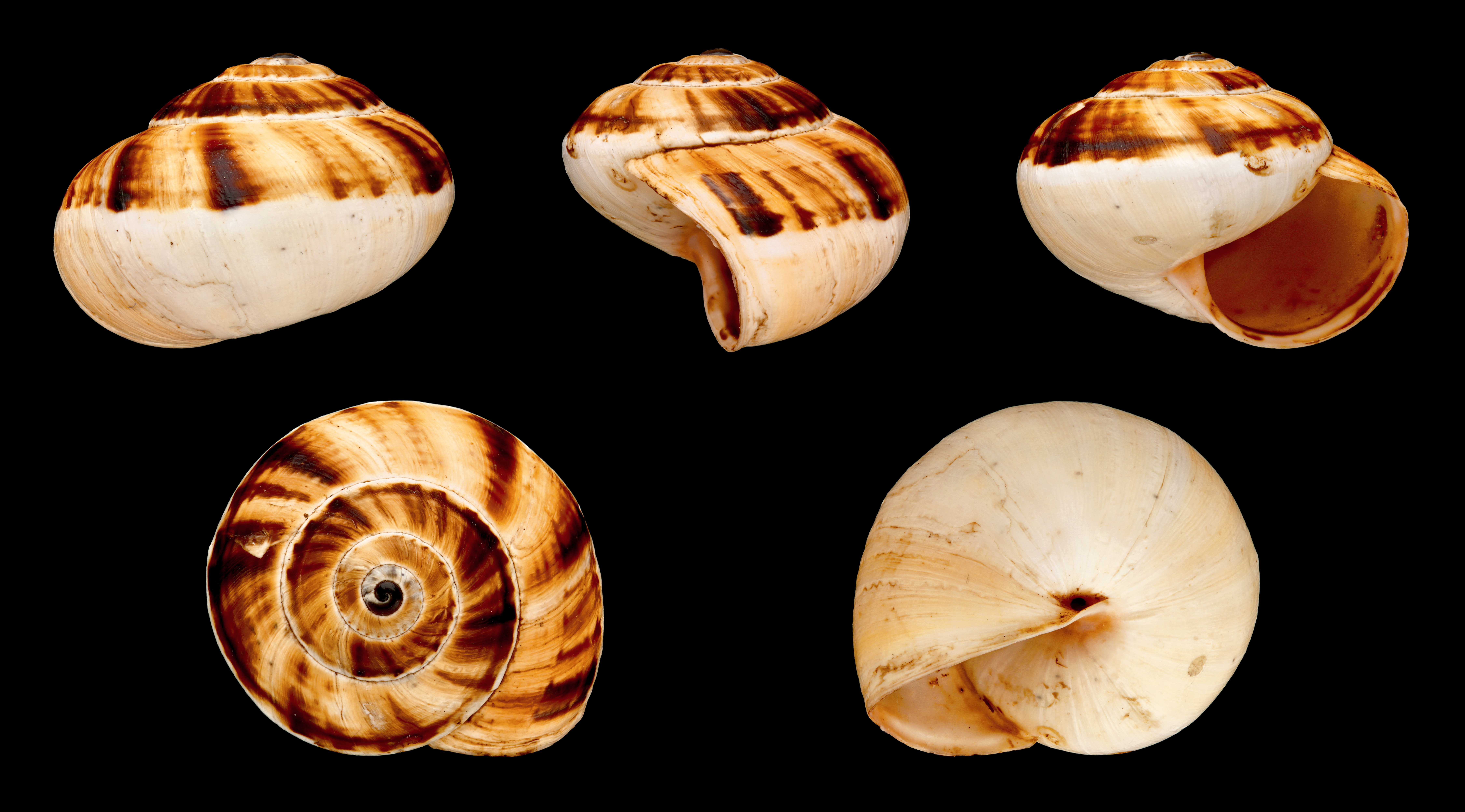
Theba pisana semifulva
Theba pisana sertum
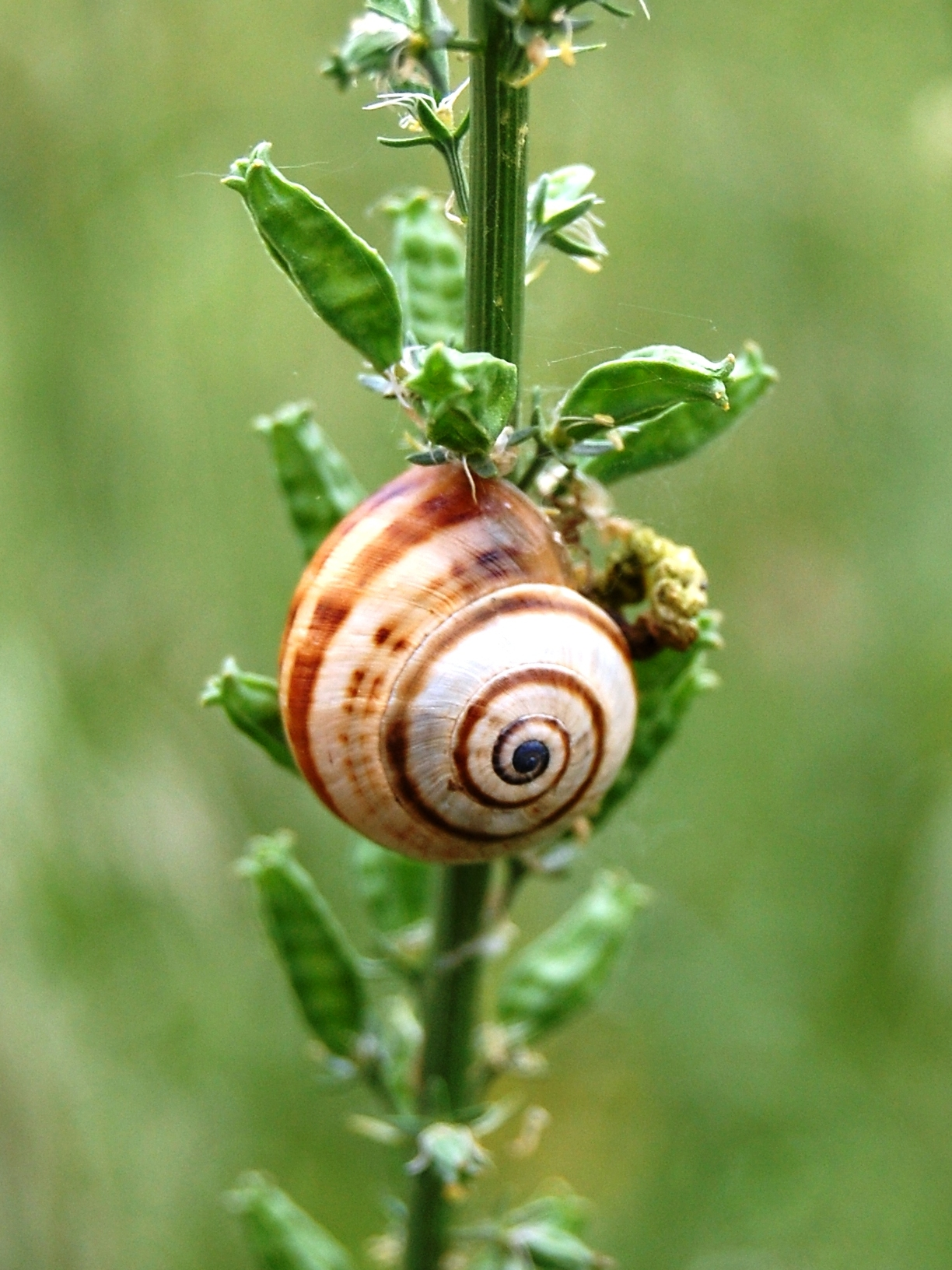
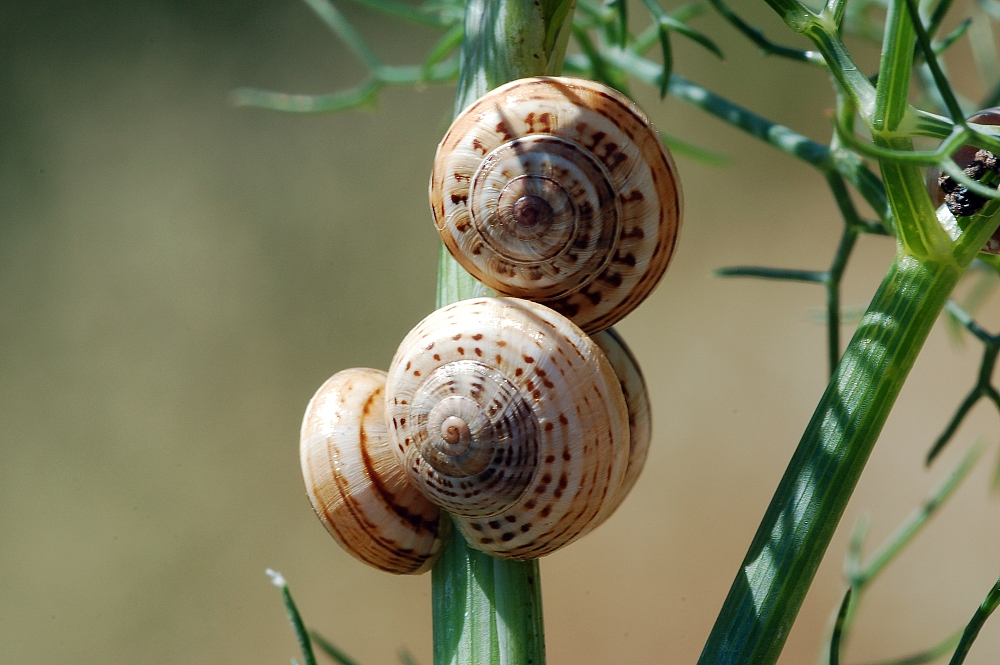
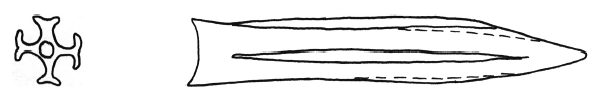
Teckning av artens kärlekspil